# Resolutie 853 Veiligheidsraad Verenigde Naties
Resolutie 853 van de Veiligheidsraad van de Verenigde Naties werd unaniem aangenomen op 29 juli 1993.

## Achtergrond
Het gebied Nagorno-Karabach is een de jure deel van Azerbeidzjan dat door Armeniërs werd bevolkt en gedurende de Sovjet-periode autonomie genoot als Nagorno-Karabachse Autonome Oblast. Oplopende etnische spanningen eind jaren 1980 tussen Armeniërs en Azerbeidzjanen leidden tot een oorlog en het uitroepen van de onafhankelijkheid van de Republiek Nagorno-Karabach.
In mei 1994 kwam het tot een wapenstilstand. Sindsdien was Nagorno-Karabach met steun van Armenië decennialang de facto onafhankelijk, totdat Azerbeidzjan in september 2023 het territoriale gezag over het gebied herstelde.

## Inhoud

### Waarnemingen
De Veiligheidsraad was ernstig bezorgd om de verslechterende relatie en spanningen tussen Armenië en Azerbeidzjan (die in conflict lagen om de regio Nagorno-Karabach). De raad verwelkomde het feit dat beide partijen het tijdsschema om resolutie 822 uit te voeren aanvaardden.
Men was ook gealarmeerd door de escalatie van de vijandelijkheden en in het bijzonder de inname van het Azerbeidzjaanse district Ağdam. Ook het grote aantal ontheemden en de humanitaire noodsituatie noopten tot bezorgdheid. De Veiligheidsraad bevestigde de soevereiniteit en de territoriale integriteit van Azerbeidzjan en alle landen in de regio, de onschendbaarheid van landsgrenzen en de onaanvaardbaarheid van het met geweld veroveren van grondgebied.

### Handelingen
De Veiligheidsraad veroordeelde de inname van Agdam en andere gebieden van Azerbeidzjan, de vijandelijkheden de regio en dan vooral de aanvallen op burgers en bombardementen op bevolkte gebieden. Hij eiste een onmiddellijk einde aan het geweld en de terugtrekking uit alle bezette gebieden. De partijen werden ook opgeroepen om een wapenstilstand te bereiken. De Veiligheidsraad riep nog op de economische, transport- en energieverbindingen te herstellen.
De Veiligheidsraad steunde de inspanningen van de Minskgroep van de OVSE voor een vreedzame oplossing en verwelkomde de voorbereiding van diens waarnemingsmissie. De partijen werden opgeroepen die inspanningen niet in de weg te staan. Armenië werd gevraagd zijn invloed op de Armeniërs in de Azerbeidzjaanse regio Nagorno-Karabach uit te oefenen, opdat ze de VN-resoluties zouden aanvaarden.
Alle landen werd gevraagd geen wapens te verkopen die tot een verergering van het conflict zouden kunnen leiden. De secretaris-generaal en internationale agentschappen werd gevraagd noodhulp te bieden en te helpen met de terugkeer van ontheemden. De secretaris-generaal werd nog gevraagd om te blijven rapporteren in samenspraak met de OVSE.

## Verwante resoluties
- Resolutie 822 Veiligheidsraad Verenigde Naties
- Resolutie 874 Veiligheidsraad Verenigde Naties
- Resolutie 884 Veiligheidsraad Verenigde Naties

Lijst ·  800 ·  801 ·  802 ·  803 ·  804 ·  805 ·  806 ·  807 ·  808 ·  809 ·  810 ·  811 ·  812 ·  813 ·  814 ·  815 ·  816 ·  817 ·  818 ·  819 ·  820 ·  821 ·  822 ·  823 ·  824 ·  825 ·  826 ·  827 ·  828 ·  829 ·  830 ·  831 ·  832 ·  833 ·  834 ·  835 ·  836 ·  837 ·  838 ·  839 ·  840 ·  841 ·  842 ·  843 ·  844 ·  845 ·  846 ·  847 ·  848 ·  849 ·  850 ·  851 ·  852 ·  853 ·  854 ·  855 ·  856 ·  857 ·  858 ·  859 ·  860 ·  861 ·  862 ·  863 ·  864 ·  865 ·  866 ·  867 ·  868 ·  869 ·  870 ·  871 ·  872 ·  873 ·  874 ·  875 ·  876 ·  877 ·  878 ·  879 ·  880 ·  881 ·  882 ·  883 ·  884 ·  885 ·  886 ·  887 ·  888 ·  889 ·  890 ·  891 ·  892